# Артур Мело
Артур Енрике Рамос де Оливейра Мело (роден 12 август 1996 г.), по-известен като Артур Мело, е бразилски футболист, полузащитник на Жирона.
Артур започва професионалната си кариера през 2015 г. в отбора на Гремио, с който триумфира в турнирите Копа Либертадорес, Кампеонато Гаучо и Копа до Бразил.
През лятото на 2018 г. се присъединява към състава на Барселона.
Дебютира за националния отбор по футбол на Бразилия. през 2018 г. и с него печели турнира Копа Америка през 2019 г.
През лятото на 2020 г. се присъединява към състава на Ювентус.

## Постижения
Гремио
- Копа до Бразил: 2016
- Копа Либертадорес: 2017
- Кампеонато Гаучо: 2018

Барселона
- Примера Дивисион: 2018–19
- Суперкопа де Еспаня: 2018

Бразилия
- Копа Америка: 2019